# Équipe cycliste Competitive Racing
L'équipe cycliste Competitive Racing est une équipe cycliste américaine qui a existé en 2011 et 2012. Elle avait le statut d'équipe continentale lors de ses deux années d'existence.

## Classements UCI
L'équipe participe aux épreuves des circuits continentaux et principalement les courses du calendrier de l'UCI America Tour. Le tableau ci-dessous présente les classements de l'équipe sur les circuits, ainsi que son meilleur coureur au classement individuel.
UCI America Tour
| Saison | Classement par équipes | Meilleur coureur au classement individuel |
| ------ | ---------------------- | ----------------------------------------- |
| 2011   | 12e                    | Francisco Mancebo (20e)                   |
| 2012   | 13e                    | Francisco Mancebo (11e)                   |

## Competitive Racing en 2012[1]

### Effectif
| Cycliste          | Date de naissance | Nationalité | Équipe 2011      |
| ----------------- | ----------------- | ----------- | ---------------- |
| Chad Beyer        | 15.08.1986        | États-Unis  | BMC Racing       |
| Ian Burnett       | 09.12.1986        | États-Unis  |                  |
| César Grajales    | 06.05.1973        | Colombie    |                  |
| Phil Grenfell     | 07.04.1989        | Australie   |                  |
| Cole House        | 05.02.1988        | États-Unis  |                  |
| Max Jenkins       | 18.01.1985        | États-Unis  | UnitedHealthcare |
| Nathan King       | 03.09.1987        | États-Unis  |                  |
| Francisco Mancebo | 09.03.1976        | Espagne     |                  |
| Tommy Nankervis   | 21.01.1983        | Australie   |                  |
| Michael Olheiser  | 23.01.1975        | États-Unis  |                  |
| Thomas Rabou      | 12.12.1983        | Pays-Bas    |                  |
| Taylor Shelden    | 31.03.1987        | États-Unis  | V Australia      |
| David Williams    | 19.06.1988        | États-Unis  | Bissell          |

### Victoires
| Date       | Course                           | Pays       | Classe | Vainqueur         |
| ---------- | -------------------------------- | ---------- | ------ | ----------------- |
| 21/02/2012 | 1re étape de la Rutas de América | Uruguay    | 2.2    | Michael Olheiser  |
| 20/03/2012 | 3e étape du Tour du Mexique      | Mexique    | 2.2    | Thomas Rabou      |
| 15/04/2012 | Tour of the Battenkill           | États-Unis | 1.2    | Francisco Mancebo |
| 12/06/2012 | 1re étape du Tour de Beauce      | Canada     | 2.2    | Francisco Mancebo |